# Cissampelos

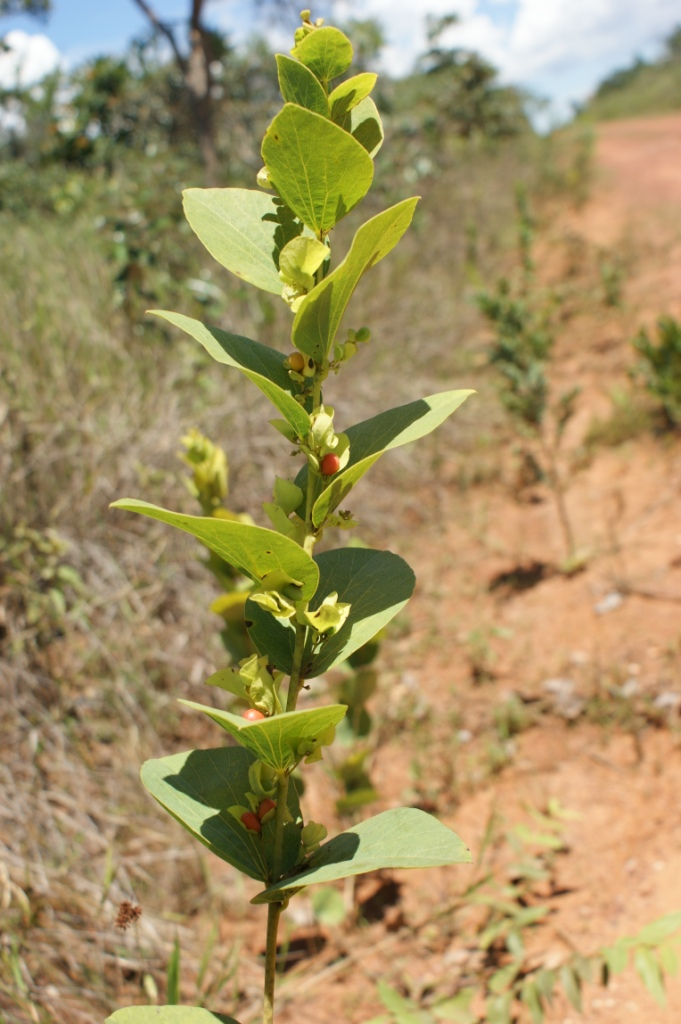
Łodyga gatunku Cissampelos ovalifolia

Cissampelos L. – rodzaj roślin z rodziny miesięcznikowatych (Menispermaceae). Obejmuje co najmniej 21 gatunków występujących naturalnie w strefie tropikalnej na obszarze Afryki oraz obu Ameryk.

## Systematyka
Pozycja systematyczna według APweb (aktualizowany system APG III z 2009)
Rodzaj z rodziny miesięcznikowatych (Menispermaceae).
Wykaz gatunków
| - Cissampelos andromorpha DC. - Cissampelos capensis L.f. - Cissampelos fasciculata Benth. - Cissampelos friesiorum Diels - Cissampelos glaberrima A.St.-Hil. - Cissampelos grandifolia Triana & Planch. - Cissampelos hirta Klotzsch - Cissampelos hispida Forman - Cissampelos laxiflora Moldenke - Cissampelos mucronata A.Rich. - Cissampelos nepalensis Rhodes | - Cissampelos nigrescens Diels - Cissampelos ovalifolia DC. - Cissampelos owariensis P.Beauv. ex DC. - Cissampelos pareira L. - Cissampelos rigidifolia (Engl.) Diels - Cissampelos sympodialis Eichler - Cissampelos tenuipes Engl. - Cissampelos torulosa E.Mey. ex Harv. & Sond. - Cissampelos tropaeolifolia DC. - Cissampelos verticillata Rhodes |